# لوبریزول
لوبریزول (انگلیسی: Lubrizol) شرکت صنایع شیمیایی آمریکایی است، که در سال ۱۹۲۸ تأسیس شد.